# Галакс
«Галакс» — российский футбольный и мини-футбольный клуб из Санкт-Петербурга. Образован в 1991 году под названием «Биосвязь-Студент». Единственный сезон в футболе провёл в 1992 году, заняв 19-е место в 4-й зоне Второй лиги. Следующие два сезона играл в чемпионате России по мини-футболу. В 1994 году занял 10-е место, в 1995 — последнее, 16-е. Также в 1993 году занял 3-е место в чемпионате Санкт-Петербурга по мини-футболу (одновременно являясь участником соревнований в первой лиге чемпионата страны).